# Banda (szarfa)

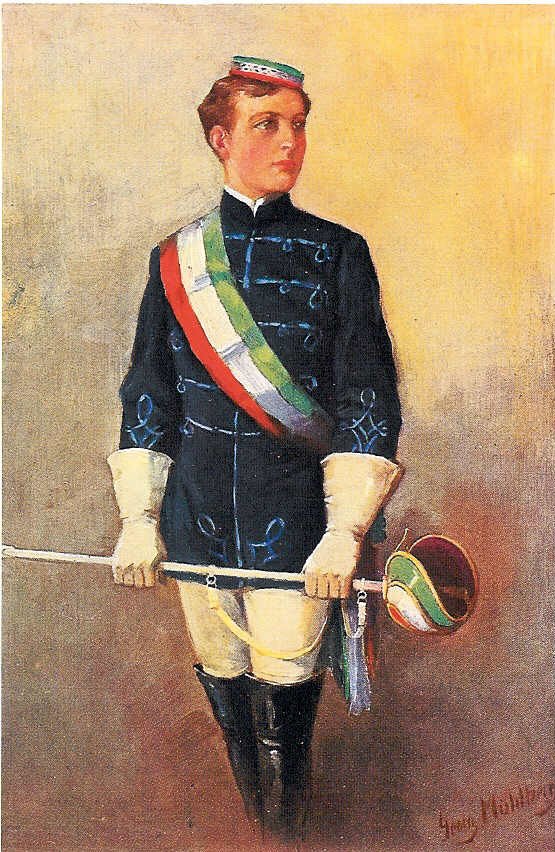
Korporant z bandą na piersi, obraz Georg Mühlberg (1900)

Banda (od niem. verbinden, „wiązać”) – szarfa wykonana z tkaniny, jeden z elementów stroju korporanta, symbolizuje pas do broni. Większość korporacji akademickich nosi bandy z prawego ramienia na lewy bok (jak do noszenia szabli). Konwent Polonia, a także lubelska Concordia noszą je przeciwnie (jak pasy do pistoletów). Banda barwiarza składa się ze wszystkich trzech kolorów korporacji, banda fuksa jest zazwyczaj jedno- lub, rzadziej, dwubarwna.
Zwyczajowo wyróżnia się bandy frakowe (ok. 10 mm szerokości), codzienne (ok. 20-30 mm szerokości) i komersowe (ok. 50 mm szerokości).
W 1931 ukazała się w Poznaniu broszura Erwina Kowalskiego zatytułowana Dekiel i banda, opublikowana przez Związek Polskiej Młodzieży Demokratycznej.